# Thurnall Disk System
Thurnall Disk System je disketová jednotka vyráběná společností Thurnall Electronics Ltd pro počítače Sinclair ZX Spectrum. Interface a disketová mechanika jsou umístěny v jedné jednotce, která se kabelem připojuje k počítači, na rozdíl od disketového řadiče Datafax, který byl dodáván odděleně od disketové mechaniky. Řadič umožňuje ovládání dvou disketových jednotek a obsahuje omezenou jednosměrnou variantu sériového portu RS-232. Disketová jednotka je plně kompatibilní se ZX Interface 1 a ZX Microdrive. V prvních verzích byl vybaven maďarskou mechanikou MCD drive, později byl dodáván se standardní 3" disketovou mechanikou Hitachi.
Operační systém disketové jednotky nevyužívá ke svojí činnosti žádnou paměť počítače. Po spuštění počítače s připojenou disketovou jednotkou Thurnall je v paměti počítače již přítomný řádek Basicu s číslem 0. Pokud tento řádek je přítomný, je možné disketovou jednotku ovládat stejnými příkazy jako příkazy pro magnetofon, ale doplněné o AND FN d(). Pokud řádek není přítomný, je nutné místo FN d() použít USR 5645.
Pro disketovou jednotku byl upraven textový editor Tasword. Disketovou jednotku bylo možné vyhrát v soutěži časopisu ZX Computing. Disketová jednotka byla stažena z trhu pro nezájem zákazníků.

## Používané příkazy
- příkazy pro magnetofon
- LIST – katalog disku,
- LLIST – katalog disku na tiskárnu,
- CLEAR – formátování disku.

V příkazech je možné používat zástupný znak pro jeden znak, kterým je symbol − (minus). Pokud byla uložena obrazovka jako SCREEN$, nemůže být pro její opětné nahrání do paměti počítače použita varianta příkazu s CODE. Pokud je program v Basicu uložen s názvem USR, je automaticky načten po resetu počítače do paměti a pokud byl uložen s parametrem LINE, je také automaticky spuštěn.

## Technické informace
- kapacita disku: 150 KiB (neformátovaná kapacita 200 KiB),[8]